# حمد روح الدين
حمد أحمد علي عبد الله روح الدين (7 سبتمبر 1985 -)؛ محامٍ وسياسي كويتي، نائب سابق في مجلس الأمة الكويتي، ووزير الإعلام والثقافة السابق منذ 28 ديسمبر 2021 حتى 1 أغسطس 2022.

## المؤهلات العلمية
- بكالوريوس في القانون من كلية الحقوق بجامعة الكويت.
- ماجستير في القانون الخاص من جامعة الكويت.
- باحث دكتوراه في مجال القانون الخاص.

## الخبرات العملية والنقابية
- عمل بمهنة المحاماة في المحاكم الكويتية
- عمل محققا في الإدارة العامة للتحقيقات بوزارة الداخلية

```
رئيس الرابطة الدستورية الأسبق
```

- مستشار لجنة التحكيم الدولي التابعة لجامعة الدول العربية
- مؤسس رابطة الدراسات العليا في جامعة الكويت
- رئيس رابطة الدراسات العليا الأسبق
- عضو في جمعية المحاميين الكويتية
- أمين سر جمعية تنمية الموارد البشرية الأسبق

## مجلس الأمة والحقيبة الوزارية
عضو «مجلس الأمة الكويتي» منذ ديسمبر (كانون الأول) 2020، وحصل على المركز الرابع في الدائرة الأولى بـ3,783 صوت. أثناء عضويته في مجلس الأمة، حصل حمد روح الدين على حقيبة الإعلام الوزارية برئاسة صباح الخالد الحمد الصباح، وأثناء توليه الحقيبة الوزارية طُرح عليه 17 سؤال من أعضاء مجلس الأمة وأجاب على 3 أسئلة فقط بنسبة ردود 6%. كما هدده النائب حمدان العازمي بالاستجواب في حال لم تتوقف الحفلات التي تُقام في الكويت.

## نتائجه في إنتخابات مجلس الأمة
| الانتخابات    | الدائرة الانتخابية | المركز            | عدد الأصوات | النتيجة |
| ------------- | ------------------ | ----------------- | ----------- | ------- |
| انتخابات 2016 | الدائرة الاولي     | المركز الرابع عشر | 1,694 صوت   | خسر     |
| انتخابات 2020 | الدائرة الاولي     | المركز الرابع     | 3,783 صوت   | فاز     |
| انتخابات 2022 | الدائرة الاولي     | المركز التاسع عشر | 955 صوت     | خسر     |